# Turhan Pasha Përmeti
Turhan Pasha Përmeti (Përmet, Imperio otomano, 19 de diciembre de 1846 - París, Francia, 18 de febrero de 1927) fue un político albanés en servicio del Imperio otomano y después primer ministro del estado independiente de Albania durante el reino del príncipe Guillermo Federico de Wied.
Durante la época otomana, fue gobernador de la isla de Creta en 1895-1896. Hablaba fluidamente el idioma griego y se lo consideraba un administrador capaz, si bien caracterizado por la indecisión. Su época en la isla de Creta culmina con la insurrección del 24 de mayo de 1896, que culminaría con la pérdida de la isla por parte del Imperio Otomano. Posteriormente fue embajador en San Petersburgo.
Sirvió como primer ministro de Albania en 1914, y luego nuevamente en 1918-1920. Sucedió a Fejzi Bej Alizoti, siendo así el tercer primer ministro de Albania y el primero en servir bajo el reinado del príncipe Wied. Los contemporáneos argumentaban que, como Përmeti no estaba familiarizado con la causa nacional albanesa, carecía de conocimientos sobre las necesidades de los albaneses. De hecho, su mandato fue dos veces interrumpido por el descontento del pueblo albanés. Fue derrocado por Essad Pasha en 1914, y posteriormente por el Congreso de Lushnjë en 1920.